# Keisuke Funatani
Keisuke Funatani (jap. 船谷 圭祐 Funatani Keisuke; ur. 7 stycznia 1986) – japoński piłkarz. Obecnie występuje w Mito HollyHock.

## Kariera klubowa
Od 2004 roku występował w klubach Júbilo Iwata, Sagan Tosu i Mito HollyHock.

## Kariera reprezentacyjna
W 2005 roku Keisuke Funatani zagrał na Mistrzostwach Świata U-20.